# Clarivate
Clarivate Plc és una empresa d'analítica britano-estatunidenca que cotitza en borsa, que opera una col·lecció de serveis basats en subscripció, en les àrees de bibliometria i cienciometria; intel·ligència empresarial i de mercat, així com anàlisi de perfils competitius per a farmàcia i biotecnologia, patents i compliment normatiu; protecció de marques registrades i protecció de dominis i marques. A l'acadèmia i a la comunitat científica, Clarivate és coneguda per ser l'empresa que calcula l'Índex d'impacte, utilitzant dades de la seva família de productes Web of Science, que també inclou serveis/aplicacions com Publons, EndNote, EndNote Click i ScholarOne. Les seves altres famílies de productes són Cortellis, DRG, CPA Global, Derwent, MarkMonitor, CompuMark i Darts-ip, i també els diferents productes i serveis de ProQuest.
Clarivate es va fundar el 2016, després de l'adquisició del negoci de propietat intel·lectual i ciència de Thomson Reuters per Onex Corporation i Baring Private Equity Asia. Clarivate ha adquirit diverses empreses des d'aleshores, inclosa, sobretot, ProQuest el 2021.